# Лук'янович Олександр Володимирович
Олександр Володимирович Лук'янович (20 лютого 1989, с. Поступель, Ратнівський район, Волинська область — 25 лютого 2022, Київська область) — український військовослужбовець, солдат 14-ї окремої механізованої бригади Збройних Сил України, учасник російсько-української війни. Герой України (2022, посмертно).

## Життєпис
Олександр Лук'янович народився 20 лютого 1989 року в селі Поступель Ратнівського району на Волині.
Працював електриком на залізниці. Від 2021 року проходив військову службу за контрактом у 14 ОМБр.
Під час бою, поблизу м. Києва, знешкодив до трьох десятків одиниць техніки противника. 25 лютого 2022 року, у результаті ворожого авіаційного удару, отримав смертельне поранення.
Похований в м. Володимирі Волинської області.
Залишилися дружина, донька та маленький син. 28 червня 2023 року в День Конституції України, президент України Володимир Зеленський передав орден «Золота Зірка» членам родини загиблого Героя України.
19 січня 2024 року під час церемонії у Маріїнському палаці Президент України Володимир Зеленський вручив 30 сертифікатів на отримання квартир військовослужбовцям Сил оборони, яким присвоєно звання Героя України, та родинам полеглих Героїв; один із сертифікатів було вручено рідним солдата Олександра Лук’яновича.

## Нагороди
- 2 березня 2022 року — за особисту мужність і героїзм, виявлені у захисті державного суверенітету та територіальної цілісності України, вірність військовій присязі — присвоєно звання «Герой України» з удостоєнням ордена «Золота Зірка» (посмертно).